# شیر و آدمخوار
شیر و آدمخوار ( به زبان انگلیسی: Cannibal Capers) یک فیلم کوتاه انیمیشن محصول دیزنی از مجموعه سمفونی احمقانه در سال ۱۹۳۰ منتشر شد. 